# Моника Маширевић
Моника Маширевић (Сомбор, 1971) је индолог и путописац.

## Биографија

### Образовање и професионална каријера
Моника Маширевић је завршила Учитељски факултет, смер разредна настава, у Сомбору. Радила је као библиотекар у Градској библиотеци Карло Бијелицки у Сомбору, и више од двадесет година у Градској библиотеци у Новом Саду где је остварила веома запажен рад као уредник културних програма и организатор промоција.

### Индија као инспирација
Моника је велики заљубљеник у индијску културу. Од детињства проучава све што је у вези са Индијом, религију, архитектуру, књижевност, филозофију и музику. До сада је у Индију путовала десет пута. Своја искуства и запажања дели са публиком кроз јавне наступе (ТВ и радио емисије) и предавања, и на тај начин приближава индијску културу и духовност српској читалачкој публици и аудиторијуму.
Са тих путовања доноси мноштво фотографија као вредан документ богатства индијске културе. До сада је одржала бројна предавања и вечери индијске културе у многим градовима Србије. На тим предавањима уз слајдове и фотографије из личне колекције публици представила ову далеку и егзотичну земљу. Теме и наслови њених путописно-документарних предавања су следећи: У Брамином граду — водич кроз Пушкар, Светске религије — хиндуизам, Живот у индијским ашрамима, Пут у Раџастан, Силазак реке Ганге, Водич кроз Индију, Древни индијски храмови и њихова градња, Водич кроз ходочашће, Речју и сликом кроз Раџастан...

### Књижевна каријера
Своје дневничке записе са путовања по Индији до сада је објављивала у Омладинском часопису Покрет (Сомбор), те у библиотечком часопису Мозаик (Београд). Чланци су јој излазили и у дневној и недељној штампи - Данасу, Дневнику, Новосадском репортеру, Сомборским новинама...
Са шестог путовања по реду одласка у Индију забележила је свој први путописни роман Преживећу: авантуре с ходочашћа у Индији (2018, Градска библиотека "Карло Бијелицки", Сомбор).
Своју другу путописну књигу под називом Пут у Раџастан објавила је 2021. године (Прометеј, Нови Сад). Књига је настала на основу двомесечног путовања кроз раџастанске градове: Џајпур, Џодпур, Мандава, Удаипур, Читоргарх, Ађмер, Пушкар. Ову књигу је посветила Индији и њеном народу као израз безграничне љубави.

### Предавања
У периоду између путовања у Индију Моника организује бројна предавања. До сада је организовала предавања на Филозофском факултету у Новом Саду, Новосадском клубу, Градској библиотеци и на многим другим местима и установама културе. Један је од иницијатора прославе хиндуистичког празника diwali у Новом Саду; више пута је говорила о индијској поезији кроз векове, организовала је Вече индијске културе посвећено хинди језику у Градској библиотеци у Новом Саду.
Организовала је и бројна предавања широм Србије - Суботици, Сомбору, Врњачкој Бањи, Кикинди, Београду, као и многим другим.

### Фотографија
Моника се аматерски бави и фотографијом. До сада је имала више самосталних изложби у Новом Саду, Београду, Сомбору, Суботици и Србобрану. 
Запажена изложба фотографија организована је 2017. године под називом Doors of India, у новосадској Кафе–галерији Фрида. Инспирисана капијама и вратима фотографије приказане на овој изложби забележене су у Индији фотографисањем капија и филозофијом реинкарнације.

### Осликавање стакла и керамике
Моника поседује још један хоби а то је осликавање стакла и керамике. До сада је излагала своје експонате у многим градовима Србије. Има свој атеље у коме ствара више од једне деценије.

## Признања и награде
Амбасада Индије у Београду 26. јануара 2022. као знак признања за огроман допринос у ширењу знања о индијској књижевности, култури и историји у Србији,  доделила јој је захвалницу поводом обележавања Дана Републике Индије. Захвалницу јој је уручио Његова екселенција Санџив Коли, амбасадор Индије у Србији.
Текст захвалнице:
Госпођа Моника Маширевић је индолог и написала је две путописне књиге под називима: „Преживећу: авантуре с ходочашћа у Индији” и „Пут у Раџастан”. Од детињства је заинтересована за индијску културу, архитектуру, књижевност, музику и религију. Често посећује Индију и један је од иницијатора прославе фестивала Дивали у Новом Саду у Србији, те редовно организује вечери индијске културе у Србији. Дубоко ценимо њен невероватан допринос ширењу знања о индијској књижевности, култури и историји кроз различите платформе. У знак признања за њен рад, Амбасада Индије у Београду има велико задовољство да јој уручи ову захвалницу 26. јануара 2022. - Санџив Коли, изванредни и опуномоћени амбасадор Републике Индије у Републици Србији

## Сомборске вечери индијске културе
У свом родном граду организује Сомборске вечери индијске културе током којих публика има прилику да упозна многа културолошка и религијска значајна места у Индији, да чују о томе како живе људи у Индији, да се упознају са обичајима индијског народа. Своју љубав према вољеној Индији као и искуства која је доживела путујући Индијом, преноси становницима свог града. Прве Сомборске вечери индијске културе одржане су 2018. године.